# Christine Adjahi Gnimagnon
Christine Adjahi Gnimagnon, née en 1945, est une enseignante documentaliste, une femme de lettres et une conteuse béninoise.

## Biographie

### Jeunesse
Christine Gnimagnon Adjahi est née à Zounzonmey, un village à proximité d'Abomey, au Bénin. Elle y grandit et fait une partie de ses études avant de se rendre au Sénégal.

### Études
Le 2 janvier 1969, elle arrive à Paris puis intègre des études universitaires à l'Université Lyon 2 en histoire géographie. Ses études lui permettent d'obtenir un doctorat de troisième cycle en géographie en 1976.

### Parcours professionnel
En 1982, elle obtient un poste de documentaliste enseignante. Puis se fait également conteuse, par passion, en faisant progressivement son activité principale. Elle participe aux mainifestations culturelles autour des contes en Europe, au Canada et au Bénin. Elle est à l’origine du FICOP, le Festival international du conte et de la parole), consacrés au conte dans l’univers culturel du Bénin. Elle est également active au sein des associations africaines et béninoises de la région Rhône-Alpes. Elle reste en France et travaille comme caissière, puis elle est embauchée pour quelques mois au service du personnel du rectorat de Lyon pendant 5 ans,,. Elle est mariée et mère de trois enfants.

## Publications
- Do masse contes fons du benin., L'Harmattan, 2013 (ISBN 978-2-296-30444-4 et 2-296-30444-3, OCLC 1100908301, présentation en ligne).
- Renée. Lambert-Bretière et Robert Tohomé, Le pacte des animaux = Lè hunxo làn lé tòn : conte du Bénin bilingue fon-français, L'Harmattan, 2005 (ISBN 2-7475-7254-4 et 978-2-7475-7254-5, OCLC 62679616, présentation en ligne).
- Renée Lambert-Bretière, Robert Tohomè et Impr. Corlet), Le lièvre et le singe conte du Bénin, bilingue fon-français, Éd. l'Harmattan, 2006 (ISBN 2-7475-8938-2 et 978-2-7475-8938-3, OCLC 690016931, présentation en ligne).
- Ayekobinon Yapetchou, Le forgeron magicien : contes fon du Bénin, L'Harmattan, 2008 (ISBN 978-2-296-04976-5 et 2-296-04976-1, OCLC 192055385, présentation en ligne).